# Jeff Ragsdale
Jeffrey Charles "Jeff" Ragsdale ( /ræɡsˈdeɪl/ ) é um autor americano, documentarista, ator e comediante de stand-up. Em 2011, ele postou um panfleto em Nova Iorque como um "experimento social", informando seu número de telefone e pedindo para as pessoas ligarem para ele, descrevendo a si mesmo como "Jeff, um cara solitário". Ele ficou impressionado com milhares de ligações depois que as fotos do panfleto foram postadas na internet. A experiência levou ao seu livro de 2012 Jeff, One Lonely Guy, e indiretamente a um episódio piloto de 2013 para um reality show, Being Noticed, e um papel de protagonista no documentário Hotline de 2014.
Jeff, One Lonely Guy foi selecionado por Dave Eggers para ser incluído na The Best American Nonrequired Reading de 2012, e foi um GQ 2012 "Book of the Year".

## Juventude
Ragsdale nasceu em Bellingham, Washington. Ele é o segundo de dois filhos de uma mãe católica romana, Dolores, e pai, Milton. Seu pai era de ascendência checoslovaca (paterna) e alemã (materna), enquanto sua mãe era descendente de irlandeses e alemães. Seus pais administravam um negócio de desenvolvimento imobiliário no Condado de Whatcom. Quando criança, ganhou o Prêmio Presidencial de Aptidão Física, assinado por Ronald Reagan. Ragsdale estudou na Sehome High School e estrelou o time de basquete da escola. Durante o ensino médio, ele viveu com o ator Jim Caviezel e sua família por um período. Ragsdale era amigo da atriz Hilary Swank na Sehome High School. Em 2000, Ragsdale recebeu um diploma de bacharel em inglês da Universidade de Washington. Ele estudou no programa de redação de MFA da Columbia University em 2000. Em 2001 e 2002, Ragsdale viveu em Guadalajara, na Cidade do México e em San José del Cabo.

## "Jeff, um cara solitário"
Em outubro de 2011, Ragsdale postou um panfleto em Nova York como um experimento social. O panfleto afirmou que ele queria falar com as pessoas sobre qualquer coisa, e listou seu nome como "Jeff, um cara solitário". As fotos do panfleto se tornaram virais depois que foram postadas na Internet, que resultou em milhares de telefonemas, mensagens de texto e correios de voz de pessoas de todo o mundo. Isso o levou a coletar várias das mensagens e conversas em um livro no estilo Postsecret, que ele intitulou Jeff, One Lonely Guy. Ragsdale compilou as mensagens em vários temas, lançando o livro em 20 de março de 2012. O livro foi bem recebido por muitos veículos de notícias e autores e foi o "Livro do Ano" de 2012 da GQ.
A recepção crítica para Jeff, One Lonely Guy foi muito positiva. Bret Easton Ellis declarou: "A sinfonia de vozes aqui é uma experiência de leitura avassaladora. Este pequeno livro é também uma verificação de uma nova forma legítima de narrativa; é o documento definitivo até agora de onde nosso meio está indo. Eu nunca li nada como isso. " Ellis escreve no Twitter: "A experiência de leitura mais poderosa que eu tive no ano passado é Jeff, One Lonely Guy de Jeff Ragsdale". Ele continua: "O que eu quero dizer sobre uma nova forma de arte: Jeff, One Lonely Guy por Jeff Ragsdale é realmente o primeiro exemplo de reportagem pós-Império ainda bem sucedida." Dave Eggers escreve: "Eu amo isso - uma ótima idéia, e tão habilmente juntos. Um mosaico revelador de solidão moderna e quase-conexão ". O poeta e crítico Nick Flynn afirma: "Nós cruzamos o limiar [com a nova forma de colagem de Ragsdale] e agora - estranhamente, terrivelmente, lindamente - neste mundo transformado". O crítico literário JW McCormack, escrevendo para o Bookforum, descreveu-o como "revolucionário".
A turnê publicitária de Ragsdale para o livro incluiu entrevistas na NPR, 10-10 WINS, Man Cave, da CBS, o podcast Other People com Brad Listi e por Nick Flynn.
Em 2013, Ragsdale filmou um piloto para um reality show, Being Noticed, produzido por David Hurwitz (produtor de Fear Factor e Million Second Quiz). O show foi baseado em experimentos sociais e projetos de arte conceitual de Ragsdale. Ragsdale e Hurwitz escreveram o roteiro do piloto juntos. O piloto foi baleado em Hollywood, Santa Monica, Venice Beach, Malibu, bem como vários locais em todo Sherman Oaks. O elenco e a equipe numeraram as dezenas e o piloto foi baleado ao longo de várias semanas.
Em 2013, New Museum, em Nova York, lançou uma exposição de rua inspirada no panfleto de Ragsdale. New Museum postou 5000 panfletos pela cidade, instruindo as pessoas a ligar para um número de telefone para se conectar.
Ragsdale estrelou o documentário Hotline de 2014, dirigido pelo produtor Tony Shaff, da MTV. Shaff e sua equipe de filmagem acompanharam Ragsdale por Nova York durante semanas, enquanto Ragsdale trabalhava na linha telefônica "Lonely Guy". Hotline estreou em Toronto no Hot Docs em abril de 2014, onde foi uma seleção oficial e audiência e favorito do júri. A Hotline ganhou o primeiro prêmio de melhor documentário de longa-metragem no Festival Internacional de Cinema de Rhode Island 2014. Também foi exibido no Festival de Cinema de Brooklyn em 2014.
Em 2014, o escritor e jornalista Amitava Kumar incluiu partes do livro Jeff, One Lonely Guy em seu livro A Matter of Rats: Uma pequena biografia de Patna. Kumar entrevistou Ragsdale e escreveu sobre ele no The New York Times.

## Outra carreira
Em 2009, Ragsdale competiu em um episódio dos Head Games de Whoopi Goldberg, que ele venceu.
O trabalho de Ragsdale já apareceu no The New Yorker, no New York Times, no New York Post, na New York Magazine, no The Daily Beast, na CBS News, no The Oprah Magazine, no Huffington Post, na BBC News, na Glamour Magazine, The Examiner, em Nova York. Observador, Seattle Post-Intelligencer, Daily Mail (Reino Unido), Capital Nova York, The Rumpus, The Millions, The Advocate, entre outros. O New York Times afirma que o "trabalho de Ragsdale às vezes envolve linhas borradas entre a realidade e o desempenho".
Em 2011, Ragsdale publicou o ensaio "Rage", que foi publicado no The Seattle Review, e em 2012, ele se tornou um colaborador da revista de cultura online The Nervous Breakdown.
Ragsdale apareceu em um papel coadjuvante no longa-metragem Sister Italy em 2012.
Durante 2012 e 2013, Ragsdale viveu no Canadá e produziu, filmou e editou um "documentário de imersão" no qual acompanhava profissionais do sexo canadenses em centenas de ligações durante um período de meses.
Em 17 de maio de 2015, Ragsdale apareceu no programa de entrevistas australiano mais popular, o Sunrise. Ragsdale fez um documentário dos eventos que levaram à entrevista, intitulado Behind the Glitter.

## Vida pessoal e ativismo
Ragsdale é um ativista, participando e organizando vários protestos e manifestações por causas, uma das quais foi motivada pelo assassinato de Imette St. Guillen. O protesto resultante, organizado por Ragsdale, ajudou a contribuir para o fechamento do bar The Falls, em Nova York.

## Filmografia
| Filme & Televisão | Filme & Televisão                   | Filme & Televisão | Filme & Televisão |
| Ano               | Título                              | Função            | Notas |
| ----------------- | ----------------------------------- | ----------------- | --- |
| 2015              | Behind the Glitter                  | Diretor, escritor | Documentário filmado em Los Angeles, Califórnia. |
| 2015              | Sunrise                             | Ele mesmo         | Seriado de TV (episódio: "Episode dated 17 May 2015" - transmitido em 17 de maio de 2015)                                                                         |
| 2014              | Good Morning America                | Ele mesmo         | Seriado de TV (episódio: "Episode dated 18 March 2014" - transmitido em 18 de maio de 2014)                                                                       |
| 2014              | Hotline                             | Ele mesmo         | Documentário de longa duração premiado |
| 2014              | Being Noticed                       | Ele mesmo         | Piloto do reality show, co-criador de David Hurwitz (produtor de Fear Factor, The Million Second Quiz)                                                            |
| 2013              | 30 Nights with a Call Girl          | Diretor, escritor | Filmado em Alberta, Canada |
| 2013              | Interviews at a Bordello            | Diretor, escritor | Filmado em Alberta, Canada |
| 2013              | Sister Italy                        | Dr. Gerodi        | Longa-metragem |
| 2012              | Inside Edition                      | Ele mesmo         | Seriado de TV (episódio: "Episode dated 19 July 2012" - transmitido em 19 de julho de 2012)                                                                       |
| 2012              | The Jeff Probst Show                | Ele mesmo         | Seriado de TV (episódio: "The Loneliest Guy in America" - transmitido em 19 de setembro de 2012)                                                                  |
| 2012              | CBS News Sunday Morning             | Ele mesmo         | Seriado de TV (2 episódios: "Episode dated 13 May 2012" - transmitido em 13 de maio de 2012 & "Episode dated 5 August 2012" - transmitido em 5 de agosto de 2012) |
| 2012              | Channel One (Russia)                | Ele mesmo         | Seriado de TV (episódio: "Episode dated 21 March 2012" - transmitido em 21 de março de 2012)                                                                      |
| 2012              | FOX                                 | Ele mesmo         | Seriado de TV (episódio: "Episode dated 25 July 2011" - with Joyce DeWitt - transmitido em 22 de março de 2012)                                                   |
| 2012              | Lorraine (TV programme)             | Ele mesmo         | Seriado de TV (episódio: "Episode dated 18 June 2012" - transmitido em 18 de junho de 2012)                                                                       |
| 2012              | BBC World News                      | Ele mesmo         | Seriado de TV (episódio: "Episode dated 28 December 2012" - transmitido em 28 de dezembro de 2012)                                                                |
| 2012              | CTV National News                   | Ele mesmo         | Seriado de TV (episódio: "You Could Sing the Anthem at a Leafs Game" transmitido em 13 de setembro de 2012)                                                       |
| 2012              | Sistema Brasileiro de Televisão     | Ele mesmo         | Seriado de TV (episódio: "Episode dated 24 March 2012" - transmitido em 24 de março de 2012)                                                                      |
| 2012              | Yahoo!                              | Ele mesmo         | Websérie pelo Yahoo! "Broken News Daily" (episódio: "Jeff Ragsdale" - transmitido em 13 de setembro de 2012)                                                      |
| 2010              | Last Comic Standing                 | Ele mesmo         | Seriado de TV (episódio: "Episode #7.4" - transmitido em 21 de junho de 2010)                                                                                     |
| 2010              | Head Games (game show)              | Ele mesmo         | Seriado de TV (episódio: "Episode #1.1" - transmitido em 11 de outubro de 2009)                                                                                   |
| 2010              | The Early Show                      | Ele mesmo         | Seriado de TV (episódio: "Mending a Relationship Hurt by Jealousy" - transmitido em 25 de fevereiro de 2010)                                                      |
| 2009              | NY1                                 | Ele mesmo         | Seriado de TV (episódio: "Episode dated 16 August 2009" - transmitido em 16 de agosto de 2009)                                                                    |
| 2009              | The Morning Show with Mike & Juliet | Ele mesmo         | Seriado de TV (episódio: "Ask the Experts: Friends and Foes" - transmitido em 2 de março 2009)                                                                    |
| 2009              | Chronicles of the Beyond            | Det. Brogan       | Seriado de TV |
| 2009              | Death Daily                         | Amigo             | Mini-filme |
| 2009              | Legalized Mafia                     | J.R.              | Mini-filme |
| 2009              | Ironic Odyssey                      | Joe               | Longa-metragem |
| 2009              | Married Life                        | Sol               | Mini-filme |
| 2009              | Group Therapy With Dr. Paul Jacoby  | Paul Jacoby       | Mini-filme |
| 2009              | Throttle                            | Andy              | Mini-filme |
| 2009              | The Homeowner                       | Pete Reynolds     | Mini-filme |
| 2006              | At Large with Geraldo Rivera        | Ele mesmo         | TV Series (episódio: "Mummy Murder Mystery" - transmitido em 13 de março de 2006)                                                                                 |
| 2006              | Catherine Crier Live                | Ele mesmo         | TV Series (episódio: "Match in Imette Case" - transmitido em 13 de março de 2006)                                                                                 |
| 2006              | WPIX                                | Ele mesmo         | TV Series (2 episódios: "Episode dated 16 March 2006" - transmitido em 13 de março de 2006 & "Episode dated April 18 April" - transmitido em 18 de abril de 2006) |
| 2006              | WCBS-TV                             | Ele mesmo         | TV Series (episódio: "Episode dated 29 November 2006" - transmitido em 29 de novembro 2006)                                                                       |
| 2006              | WBZ-TV                              | Ele mesmo         | TV Series (episódio: "Episode dated 1 December 2006" - transmitido em 1 de dezembro 2006)                                                                         |

## Comerciais
| Comerciais | Comerciais     | Comerciais     | Comerciais                                              |
| Ano        | Título         | Função         | Notas                                                   |
| ---------- | -------------- | -------------- | ------------------------------------------------------- |
| 2010       | Tempero Antigo | Ator principal | Comercial para Old Spice luffa banheiro esponja         |
| 2010       | Mercedes Benz  | Ator principal | Tiro comercial industrial na Mercedes Benz de Manhattan |
| 2010       | Católico       | Ator principal | Diocese Católica promove virtudes do sexo seguro        |
| 2009       | A arte de Fong | Ator principal | Web Commercial para equipamentos Fong                   |